# Польско-чешская граница
Польско-чешская граница — государственная граница между Чешской Республикой и Польской Республикой. Протяженность границы — 796 км.
Современная граница появилась в результате раздела Чехословакии с 1 января 1993 года и ранее являлась частью польско-чехословацкой границы.

## История
Граница между Польшей и Чехией впервые появилась после консолидации польских племён с одной стороны и подчинения Моравии чешским князьям с другой, в IX веке. Прекратила своё существование после окончательного включения чешских земель в состав Священной Римской империи на основании прагматической санкции от 19 апреля 1713 года.
После восстановления независимости Польши и Чехо—Словакии в 1918 году была установлена польско-чехословацкая граница, просуществовавшая до 16 марта 1939 года, когда после провозглашения независимости Словакии появилась граница между Польшей и Протекторатом Богемии и Моравии. Эта граница прекратила своё существование 28 сентября 1939 года, после подписания советско-германского соглашения о границах на оккупированной польской территории.
В 1958 году была установлена граница между Польшей и Чехословакией, а также проведён обмен территориями в рамках коррекции границ. Польша передала Чехословакии 1205.9 га, а Чехословакия Польше 837.46 га территории, что привело к появлению «пограничного долга» в размере 368.44 га. Регулированием этого долга с 1992 года занимается постоянная Польско-Чешская пограничная комиссия при Министерстве Внутренних дел Польши и Министерстве Иностранных дел Чехии.
7 апреля 2011 года чешское радио передало сообщение, что МВД Чехии планирует передать Польше 365 га земель в Люберецком крае, лежащих на т. н. фридлантском полуострове, между Сверадув-Здруй и Богатыня. 8 апреля польский министр Ежи Миллер сообщил, что планируемая коррекция границ не связана с пограничным долгом, а с административными процедурами, связанными с изменением речных долин.

## Описание
Длина границы составляет 796 км.
Граница начинается неподалёку от Циттау, идёт на юг от Богатыни и Завидува, через Йизерские горы, долину Йизеры, Шклярский перевал, хребтом Крконоше, Любавский перевал, Столовые горы, обходит Кудова-Здруй, проходит между Быстрицкими и Орлицкими горами, вдоль долины Орлице, Менджилеским перевалом, массивом Снежника, Золотыми горами, поблизости от Злоты-Сток, через Глухолазы, на юг до Прудника, по долине Опавы, пересекает долину Одры, идёт вдоль долины Олше, через Цешин, хребтом горных массивов Чантории и Стожка в Силезских Бескидах, далее по долине Олше до точки пересечения границ Чехии, Польши и Словакии в Явожинке.
 Воеводства, граничащие с Чехией:
- Нижнесилезское воеводство
- Опольское воеводство
- Силезское воеводство

 Края, граничащие с Польшей:
- Краловеградецкий край
- Либерецкий край
- Моравскосилезский край
- Оломоуцкий край
- Пардубицкий край

## Пограничные переходы
К 20 декабря 2007 года на границе существовало 117 пограничных переходов — 107 дорожных (в том числе туристические и малого приграничного движения) и 10 железнодорожных. В связи с присоединением Чехии и Польши к Шенгенскому соглашению, 21 декабря 2007 года все пограничные переходы были отменены, а пересечение границы разрешено в любом месте.